# Baltazar III. Patačić
Baltazar III. Patačić od Zajezde (Vidovec kraj Varaždina, 14. listopada 1663. – Zagreb, 7. prosinca 1719.), hrvatski plemić, barun (od 1707.) te pravnik, političar i književnik iz plemićke obitelji Patačića od Zajezde.

## Životopis
Rodio se u dvorcu Vidovec u plemićkoj obitelji oca Nikole III. Patačića i majke Ane Oršić Slavetički. Imao je brata Ladislava III. i sestru Anu, udanu za Bernarda III. Oršića. Završio je gimnaziju u Grazu, a pravo i filozofiju je studirao u Grazu, Beču i Zagrebu.
Sudjelovao je u protuturskim ratovima, točnije u austro-turskom ratu 1683./84. godine u kojem se istaknuo junaštvom. U vrijeme pogubljenja grofa Petra IV. Zrinskog i Frana Krste Frankapana 1671. godine, bio je na dužnosti podžupana Varaždinske županije. U razdoblju od 1693. do 1695. godine obnašao je službu savjetnika Dvorske kancelarije u Beču, čime je postao bečki pouzdanik, a to mu je omogućilo mjesto u Komisiji za popisivanje imanja Zrinskih. Godine 1707. kralj Josip I. dodijelio mu je naslov baruna, a iste godine je bio imenovan za velikog župana Virovitičke županije. Dvije godine kasnije dobio je u posjed imanja Vrbovec, Rakovec i Preseku koji su nekad pripadali grofu Petru Zrinskom.
Napisao je Dnevnik (Diarium ili Ex Diario vitae Balthasari Patachich) za razdoblje od 1687. do 1717. godine. U svojem dvorcu u Krkancu kraj Vidovca utemeljio je 1696. godine "Društvo vinskih doktora pinte", koje je okupljalo najuglednije osobe sjeverozapadne Hrvatske.

### Obiteljski život
Godine 1699. oženio je Tereziju Gerécy s kojom je imao pet sinova, Aleksandra Antuna Mariju, Kazimira, Gabrijela Hermana, Ludovika i Žigmunda i tri kćeri, Magdalenu, Anu i Beatrice. Preminuo je u Zagrebu 1719. godine i pokopan je u kapelici sv. Antuna u Remetincu kraj Novoga Marofa, gdje mu se kasnije pridružila i supruga o čemu svjedoči njihova nadgrobna ploča.

## Vanjske poveznice
- Baltazar III. Patačić – Hrvatska enciklopedija
- Baltazar Patačić i društvo ljubitelja vinske kapljice "Pinta" – zagorka.net